# Tomoyasu Hotei
Tomoyasu Hotei (japanisch 布袋 寅泰 Hotei Tomoyasu; * 1. Februar 1962 in Takasaki, Gunma) ist ein japanischer Musiker und Schauspieler, der in Europa vor allem durch seinen Beitrag Battle Without Honor or Humanity in Quentin Tarantinos Film Kill Bill und seine erste Rolle im Film Samurai Fiction bekannt ist, zu dem er auch die Filmmusik schrieb. In seinem Heimatland ist Hotei ein Superstar.

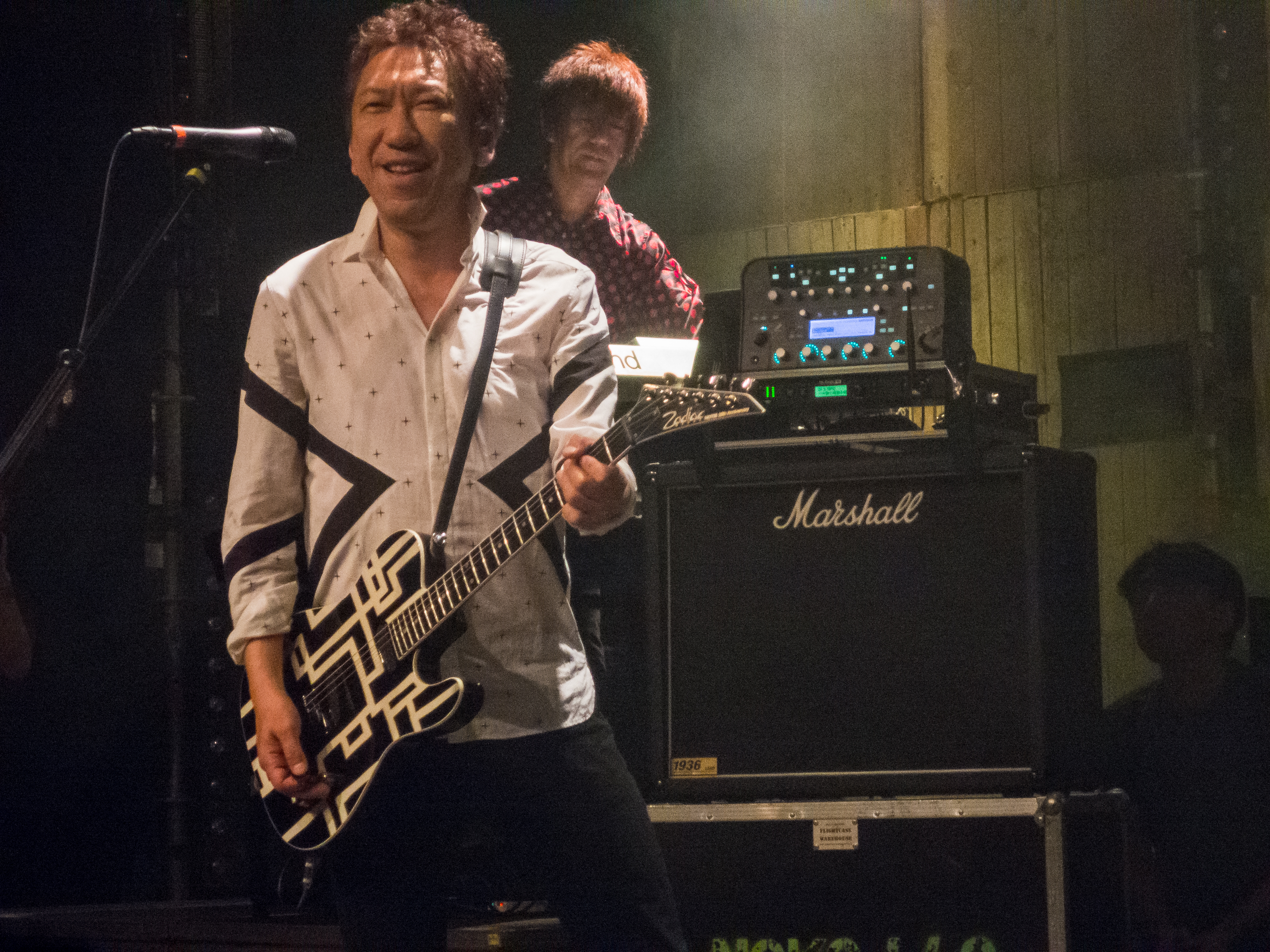
Tomoyasu Hotei beim Paaspop 2017 Festival in Schijndel, Niederlande.

## Leben
In Japan hat er den Spitznamen Samurai der Gitarre. Hotei spricht neben seiner Muttersprache Japanisch fließend Englisch. Seit 1999 ist er mit der japanischen Musikerin und Schauspielerin Miki Imai verheiratet. Davor war er von 1986 bis 1999 mit der japanischen Musikerin Kumiko Yamashita verheiratet. Mit 1,90 m ist er für japanische Verhältnisse sehr groß, worauf auch in Samurai Fiction angespielt wird.
Bekannt wurde Hotei mit der japanischen Punk-Band Boøwy. Nach der Auflösung Boøwys gründete er 1988 die Band Complex, mit der er zwei Alben veröffentlichte, bevor sie 1990 aufgelöst wurde. 1988 brachte Hotei sein Solo-Debüt Guitarhythm heraus.

## Diskografie

### Studioalben
| Jahr | Titel                            | Höchstplatzierung, Gesamtwochen, AuszeichnungChartsChartplatzierungen (Jahr, Titel, Platzierungen, Wochen, Auszeichnungen, Anmerkungen) | Anmerkungen                              |
| Jahr | Titel                            | JP | Anmerkungen                              |
| ---- | -------------------------------- | --- | ---------------------------------------- |
| 1988 | Guitarythm                       | JP2 (19 Wo.)JP | Erstveröffentlichung: 5. Oktober 1988    |
| 1991 | Guitarythm II                    | JP1 Platin · (8 Wo.)JP | Erstveröffentlichung: 30. August 1991    |
| 1992 | Guitarythm III                   | JP2 Gold · (8 Wo.)JP | Erstveröffentlichung: 23. September 1992 |
| 1994 | Guitarythm IV                    | JP2 Platin · (12 Wo.)JP | Erstveröffentlichung: 1. Juni 1994       |
| 1996 | King & Queen                     | JP1 ×2Doppelplatin · (13 Wo.)JP | Erstveröffentlichung: 28. Februar 1996   |
| 1998 | Supersonic Generation            | JP4 Gold · (8 Wo.)JP | Erstveröffentlichung: 29. April 1998     |
| 2000 | Fetish                           | JP8 Gold · (7 Wo.)JP | Erstveröffentlichung: 29. November 2000  |
| 2002 | Scorpio Rising                   | JP6 (7 Wo.)JP | Erstveröffentlichung: 6. März 2002       |
| 2003 | Doberman                         | JP9 Gold · (9 Wo.)JP | Erstveröffentlichung: 26. September 2003 |
| 2005 | Monster Drive                    | JP10 (7 Wo.)JP | Erstveröffentlichung: 15. Juni 2005      |
| 2006 | Soul Sessions                    | JP15 (9 Wo.)JP | Erstveröffentlichung: 6. Dezember 2006   |
| 2007 | Ambivalent                       | JP10 (5 Wo.)JP | Erstveröffentlichung: 24. Oktober 2007   |
| 2009 | Guitarhythm V                    | JP5 (10 Wo.)JP | Erstveröffentlichung: 18. Februar 2009   |
| 2013 | Come Rain Come Shine             | JP5 (10 Wo.)JP | Erstveröffentlichung: 6. Februar 2013    |
| 2014 | New Beginnings                   | JP4 (9 Wo.)JP | Erstveröffentlichung: 1. Oktober 2014    |
| 2015 | Strangers -Japan Edition-        | JP12 (4 Wo.)JP | Erstveröffentlichung: 16. Oktober 2015   |
| 2017 | Paradox                          | JP7 (8 Wo.)JP | Erstveröffentlichung: 25. Oktober 2017   |
| 2019 | Guitarhythm VI                   | JP3 (10 Wo.)JP | Erstveröffentlichung: 29. Mai 2019       |
| 2019 | Guitarhythm VI (Reprise Edition) | JP17 (4 Wo.)JP | Erstveröffentlichung: 4. Dezember 2019   |
| 2020 | Soul to Soul                     | JP15 (4 Wo.)JP | Erstveröffentlichung: 25. November 2020  |
| 2022 | Still Dreamin’                   | JP8 (15 Wo.)JP | Erstveröffentlichung: 1. Februar 2022    |
| 2023 | Guitarhythm VII                  | JP3 (13 Wo.)JP | Erstveröffentlichung: 13. September 2023 |

grau schraffiert: keine Chartdaten aus diesem Jahr verfügbar

### Livealben
| Jahr | Titel                             | Höchstplatzierung, Gesamtwochen, AuszeichnungChartsChartplatzierungen (Jahr, Titel, Platzierungen, Wochen, Auszeichnungen, Anmerkungen) | Anmerkungen                              |
| Jahr | Titel                             | JP | Anmerkungen                              |
| ---- | --------------------------------- | --- | ---------------------------------------- |
| 1992 | Guitarhythm Active Tour ’91–’92   | JP2 Gold · (9 Wo.)JP | Erstveröffentlichung: 8. April 1992      |
| 1993 | Guitarhythm Wild                  | JP3 Gold · (9 Wo.)JP | Erstveröffentlichung: 28. April 1993     |
| 1997 | Space Cowboy Show                 | JP3 Platin · (10 Wo.)JP | Erstveröffentlichung: 19. März 1997      |
| 1997 | Space Cowboy Show Encore          | JP8 Gold · (6 Wo.)JP | Erstveröffentlichung: 25. April 1997     |
| 2001 | Rock The Future Tour 2000–2001    | JP15 (5 Wo.)JP | Erstveröffentlichung: 16. März 2001      |
| 2002 | Tomoyasu Hotei Live in Budokan    | JP18 (6 Wo.)JP | Erstveröffentlichung: 26. Dezember 2002  |
| 2005 | Monster Drive Party!!!            | JP25 (2 Wo.)JP | Erstveröffentlichung: 14. September 2005 |
| 2007 | MTV Unplugged                     | JP38 (3 Wo.)JP | Erstveröffentlichung: 27. Juni 2007      |
| 2017 | Climax Emotions -Live at Budokan- | JP17 (3 Wo.)JP | Erstveröffentlichung: 28. Juni 2017      |

### Kompilationen
| Jahr | Titel                                  | Höchstplatzierung, Gesamtwochen, AuszeichnungChartsChartplatzierungen (Jahr, Titel, Platzierungen, Wochen, Auszeichnungen, Anmerkungen) | Anmerkungen                            |
| Jahr | Titel                                  | JP | Anmerkungen                            |
| ---- | -------------------------------------- | --- | -------------------------------------- |
| 1995 | Guitarhythm Forever Vol. 1             | JP1 ×2Doppelplatin · (18 Wo.)JP | Erstveröffentlichung: 17. Februar 1995 |
| 1995 | Guitarhythm Forever Vol. 2             | JP2 Platin · (16 Wo.)JP | Erstveröffentlichung: 17. Februar 1995 |
| 1999 | Greatest Hits 1990–1999                | JP1 Diamant · (17 Wo.)JP | Erstveröffentlichung: 23. Juni 1999    |
| 2000 | Tonight I’m Yours / B-Side Rendez-vous | JP4 (5 Wo.)JP | Erstveröffentlichung: 26. Januar 2000  |
| 2005 | All Time Super Best                    | JP5 Gold · (14 Wo.)JP | Erstveröffentlichung: 7. Dezember 2005 |
| 2011 | All Time Super Guest                   | JP5 (8 Wo.)JP | Erstveröffentlichung: 17. August 2011  |
| 2016 | 51 Emotions -the best for the future-  | JP5 (15 Wo.)JP | Erstveröffentlichung: 22. Juni 2016    |

### Soundtracks
| Jahr | Titel                                   | Höchstplatzierung, Gesamtwochen, AuszeichnungChartsChartplatzierungen (Jahr, Titel, Platzierungen, Wochen, Auszeichnungen, Anmerkungen) | Anmerkungen                             |
| Jahr | Titel                                   | JP | Anmerkungen                             |
| ---- | --------------------------------------- | --- | --------------------------------------- |
| 1998 | SF Samurai Fiction                      | JP29 (2 Wo.)JP | Erstveröffentlichung: 29. Juli 1998     |
| 2000 | New Battles Without Honor and Humanity  | JP41 (1 Wo.)JP | Erstveröffentlichung: 29. November 2000 |
| 2002 | KT -Original Motion Picture Soundtrack- | — | Erstveröffentlichung: 22. Mai 2002      |
| 2004 | Electric Samurai                        | JP24 (14 Wo.)JP | Erstveröffentlichung: 31. März 2004     |

### Andere Alben
| Jahr | Titel                                                      | Höchstplatzierung, Gesamtwochen, AuszeichnungChartsChartplatzierungen (Jahr, Titel, Platzierungen, Wochen, Auszeichnungen, Anmerkungen) | Anmerkungen                             |
| Jahr | Titel                                                      | JP | Anmerkungen                             |
| ---- | ---------------------------------------------------------- | --- | --------------------------------------- |
| 1996 | Battle Royale Mixes                                        | — | Erstveröffentlichung: 24. Dezember 1996 |
| 1998 | Guitar Concerto                                            | JP14 (4 Wo.)JP | Erstveröffentlichung: 1. Juni 1998      |
| 1998 | Battle Royale Mixes II                                     | JP18 (3 Wo.)JP | Erstveröffentlichung: 23. Juli 1998     |
| 2008 | Guitarhythm Box                                            | JP52 (2 Wo.)JP | Erstveröffentlichung: 24. Dezember 2008 |
| 2009 | Modern Times Rock’N’Roll                                   | JP12 (8 Wo.)JP | Erstveröffentlichung: 23. Dezember 2009 |
| 2012 | Hotei Memorial Super Box                                   | JP23 (1 Wo.)JP | Erstveröffentlichung: 1. Februar 2012   |
| 2016 | Hotei Nonstop Beat Emotions Mixed by DJ Fumiya (Rip Slyme) | JP17 (4 Wo.)JP | Erstveröffentlichung: 31. August 2016   |

### Singles
| Jahr | Titel Album                                                          | Höchstplatzierung, Gesamtwochen, AuszeichnungChartsChartplatzierungen (Jahr, Titel, Album, Platzierungen, Wochen, Auszeichnungen, Anmerkungen) | Anmerkungen                              |
| Jahr | Titel Album                                                          | JP | Anmerkungen                              |
| ---- | -------------------------------------------------------------------- | --- | ---------------------------------------- |
| 1990 | Deja-vu –                                                            | JP2 (2 Wo.)JP | Erstveröffentlichung: 12. Dezember 1990  |
| 1991 | Beat Emotion –                                                       | JP1 Gold · (11 Wo.)JP | Erstveröffentlichung: 21. Juni 1991      |
| 1991 | You –                                                                | JP12 (5 Wo.)JP | Erstveröffentlichung: 4. Dezember 1991   |
| 1992 | Lonely Wild –                                                        | JP5 (10 Wo.)JP | Erstveröffentlichung: 22. Juli 1992      |
| 1993 | Saraba Seshun no Hikari (さらば青春の光) –                           | JP8 Gold · (15 Wo.)JP | Erstveröffentlichung: 28. Juli 1993      |
| 1994 | Surrender (サレンダー) –                                             | JP2 Gold · (13 Wo.)JP | Erstveröffentlichung: 30. März 1994      |
| 1994 | Bara to Ame (薔薇と雨) –                                             | JP13 (8 Wo.)JP | Erstveröffentlichung: 14. Dezember 1994  |
| 1995 | Poison –                                                             | JP2 Platin · (17 Wo.)JP | Erstveröffentlichung: 25. Januar 1995    |
| 1995 | Thrill (スリル) –                                                    | JP1 Platin · (15 Wo.)JP | Erstveröffentlichung: 18. Oktober 1995   |
| 1996 | Last Scene (ラストシーン) –                                          | JP3 Platin · (12 Wo.)JP | Erstveröffentlichung: 24. Januar 1996    |
| 1996 | Inochi wa Moyashitsukusu tame no Mono (命は燃やしつくすためのもの) – | JP13 Gold · (6 Wo.)JP | Erstveröffentlichung: 24. Mai 1996       |
| 1996 | Circus –                                                             | JP3 Platin · (14 Wo.)JP | Erstveröffentlichung: 23. Oktober 1996   |
| 1996 | Battle Royal Mixes (Limited Edition) –                               | JP7 (7 Wo.)JP | Erstveröffentlichung: 24. Dezember 1996  |
| 1997 | Change Yourself! –                                                   | JP6 Platin · (10 Wo.)JP | Erstveröffentlichung: 1. August 1997     |
| 1998 | Thank You & Good Bye –                                               | JP9 Gold · (7 Wo.)JP | Erstveröffentlichung: 28. Januar 1998    |
| 1999 | Bambina (バンビーナ) –                                               | JP2 Gold · (11 Wo.)JP | Erstveröffentlichung: 16. April 1999     |
| 1999 | Nobody is Perfect –                                                  | JP10 (6 Wo.)JP | Erstveröffentlichung: 12. Mai 1999       |
| 2000 | Vampire –                                                            | JP8 (4 Wo.)JP | Erstveröffentlichung: 30. August 2000    |
| 2000 | Love Junkie –                                                        | JP11 (5 Wo.)JP | Erstveröffentlichung: 25. Oktober 2000   |
| 2001 | Born to be Free –                                                    | JP14 (5 Wo.)JP | Erstveröffentlichung: 1. Januar 2001     |
| 2002 | Russian Roulette –                                                   | JP9 (11 Wo.)JP | Erstveröffentlichung: 6. Februar 2002    |
| 2002 | Destiny Rose –                                                       | JP8 (9 Wo.)JP | Erstveröffentlichung: 17. Oktober 2002   |
| 2003 | Nocturne No. 9 –                                                     | JP13 (5 Wo.)JP | Erstveröffentlichung: 27. August 2003    |
| 2004 | Another Battle (アナザー・バトル) –                                  | JP17 (5 Wo.)JP | Erstveröffentlichung: 30. Juni 2004      |
| 2005 | Identity –                                                           | JP21 (4 Wo.)JP | Erstveröffentlichung: 23. Februar 2005   |
| 2005 | Liberty Wing –                                                       | JP15 (4 Wo.)JP | Erstveröffentlichung: 27. April 2005     |
| 2010 | Still Alive –                                                        | JP20 (7 Wo.)JP | Erstveröffentlichung: 4. August 2010     |
| 2011 | Promise –                                                            | JP10 (5 Wo.)JP | Erstveröffentlichung: 18. Mai 2011       |
| 2012 | Don’t Give Up! –                                                     | JP16 (4 Wo.)JP | Erstveröffentlichung: 5. Dezember 2012   |
| 2013 | Wuthering Heights (嵐が丘) –                                         | JP17 (3 Wo.)JP | Erstveröffentlichung: 6. März 2013       |
| 2016 | 8 Beat no Silhouette (8 Beatのシルエット) –                          | JP13 (5 Wo.)JP | Erstveröffentlichung: 6. April 2016      |
| 2018 | 202X –                                                               | JP15 (5 Wo.)JP | Erstveröffentlichung: 19. September 2018 |
| 2021 | Pegasus –                                                            | JP15 (9 Wo.)JP | Erstveröffentlichung: 30. Juni 2021      |

### Videoalben
| Jahr | Titel                                                                                            | Höchstplatzierung, Gesamtwochen, AuszeichnungChartsChartplatzierungen (Jahr, Titel, Platzierungen, Wochen, Auszeichnungen, Anmerkungen) | Anmerkungen                              |
| Jahr | Titel                                                                                            | JP | Anmerkungen                              |
| ---- | ------------------------------------------------------------------------------------------------ | --- | ---------------------------------------- |
| 1989 | Guitarhythm                                                                                      | JP9 (2 Wo.)JP | Erstveröffentlichung: 11. Juli 1989      |
| 1992 | Guitarhythm Active Tour ’91–’92                                                                  | JP9 (6 Wo.)JP | Erstveröffentlichung: 25. März 1992      |
| 1993 | Guitarhythm Wild I                                                                               | JP12 (6 Wo.)JP | Erstveröffentlichung: 16. Juni 1993      |
| 1993 | Guitarhythm Wild II                                                                              | JP10 (6 Wo.)JP | Erstveröffentlichung: 16. Juni 1993      |
| 1994 | Serious Clips                                                                                    | — | Erstveröffentlichung: 27. Juli 1994      |
| 1995 | Guitarhythm Serious! Climax                                                                      | JP15 (6 Wo.)JP | Erstveröffentlichung: 17. Mai 1995       |
| 1996 | Cyber City Never Sleep                                                                           | JP16 (6 Wo.)JP | Erstveröffentlichung: 24. Mai 1996       |
| 1996 | H                                                                                                | — | Erstveröffentlichung: 9. Oktober 1996    |
| 1997 | Hotei Presents Space Cowboy Show                                                                 | JP23 (6 Wo.)JP | Erstveröffentlichung: 28. Mai 1997       |
| 1998 | SSG Live „Rock the Future“                                                                       | JP21 (6 Wo.)JP | Erstveröffentlichung: 7. Oktober 1998    |
| 1999 | Samurai Fiction                                                                                  | JP1 (1 Wo.)JP | Erstveröffentlichung: 17. Juni 1999      |
| 1999 | Hotei Greatest Video 1994–1999                                                                   | JP66 (2 Wo.)JP | Erstveröffentlichung: 16. Juli 1999      |
| 2000 | Tonight I’m Yours                                                                                | JP8 (3 Wo.)JP | Erstveröffentlichung: 16. März 2000      |
| 2001 | Rock the Future Tour 2000–2001                                                                   | — | Erstveröffentlichung: 23. März 2001      |
| 2001 | Hotei Live Jukebox                                                                               | JP18 (3 Wo.)JP | Erstveröffentlichung: 25. Juli 2001      |
| 2003 | Live in Budokan                                                                                  | JP7 (4 Wo.)JP | Erstveröffentlichung: 29. Januar 2003    |
| 2003 | Beat Crazy Presents Live @ AX                                                                    | JP24 (2 Wo.)JP | Erstveröffentlichung: 21. Mai 2003       |
| 2003 | Doberman DVD                                                                                     | — | Erstveröffentlichung: 3. Dezember 2003   |
| 2004 | The Live! Doberman                                                                               | JP8 (5 Wo.)JP | Erstveröffentlichung: 30. Juni 2004      |
| 2005 | Monster Drive Party!!!                                                                           | JP12 (6 Wo.)JP | Erstveröffentlichung: 14. September 2005 |
| 2006 | All Time Super Clips                                                                             | JP21 (5 Wo.)JP | Erstveröffentlichung: 15. März 2006      |
| 2006 | All Time Super Best Tour                                                                         | JP7 (8 Wo.)JP | Erstveröffentlichung: 28. Juni 2006      |
| 2007 | MTV Unplugged                                                                                    | JP26 (3 Wo.)JP | Erstveröffentlichung: 27. Juni 2007      |
| 2007 | Hotei presents „Super Soul Sessions“ Brian Setzer vs Hotei vs Char                               | JP12 (5 Wo.)JP | Erstveröffentlichung: 27. Juni 2007      |
| 2008 | Hotei and The Wanderers Funky Punky Tour 2007–2008                                               | JP19 (4 Wo.)JP | Erstveröffentlichung: 23. April 2008     |
| 2009 | Tōdai-ji+G.V. / Time and Space                                                                   | JP15 (3 Wo.)JP | Erstveröffentlichung: 25. November 2009  |
| 2009 | Guitarhythm V Tour                                                                               | — | Erstveröffentlichung: 25. November 2009  |
| 2009 | Hotei+Tōdai-ji Tomoyasu Hotei Special Live -Fly into your Dream-                                 | — | Erstveröffentlichung: 25. November 2009  |
| 2011 | 30th Anniversary Anthology I „Souseiki“                                                          | JP3 (6 Wo.)JP | Erstveröffentlichung: 14. September 2011 |
| 2011 | 30th Anniversary Anthology II „Ifuu Doudou“                                                      | JP2 (7 Wo.)JP | Erstveröffentlichung: 14. September 2011 |
| 2012 | We Are Dreamer ~50th Birthday Special Celebration Gig~                                           | JP10 (4 Wo.)JP | Erstveröffentlichung: 19. Februar 2012   |
| 2012 | 30th Anniversary Anthology III „Ichigo Ichie“                                                    | JP14 (3 Wo.)JP | Erstveröffentlichung: 19. Juni 2012      |
| 2014 | Hotei Live In London- Electric Samurai- Live at O2 Shepherd’s Bush Empire                        | JP53 (2 Wo.)JP | Erstveröffentlichung: 27. August 2014    |
| 2015 | Hotei Jazz Trio Live at Blue Note Tokyo                                                          | JP36 (1 Wo.)JP | Erstveröffentlichung: 10. Juni 2015      |
| 2015 | Tomoyasu Hotei Japan Tour 2014 -Into the Light-                                                  | JP19 (2 Wo.)JP | Erstveröffentlichung: 10. Juni 2015      |
| 2016 | Guitarhythm Live 2016                                                                            | JP12 (3 Wo.)JP | Erstveröffentlichung: 2. November 2016   |
| 2017 | Maximum Emotion Tour ～The Best for the Future～                                                 | JP24 (3 Wo.)JP | Erstveröffentlichung: 29. März 2017      |
| 2018 | Hotei Paradox Tour 2017 The Final ～Rock’n Roll Circus～                                         | JP8 (4 Wo.)JP | Erstveröffentlichung: 25. April 2018     |
| 2020 | Guitarhythm VI Tour                                                                              | JP4 (6 Wo.)JP | Erstveröffentlichung: 13. Mai 2020       |
| 2021 | 40th Anniversary Live “Message from Budokan”                                                     | JP7 (6 Wo.)JP | Erstveröffentlichung: 30. Juni 2021      |
| 2022 | Still Dreamin’ – Torayasu Hobukuro Passion and Glory Guitarism – (First Edition Limited Edition) | JP9 (3 Wo.)JP | Erstveröffentlichung: 8. Juni 2022       |
| 2024 | Guitarhythm VII Tour Final “Never Gonna Stop!” (初回生産限定 Complete Edition)                   | JP3 (5 Wo.)JP | Erstveröffentlichung: 3. Juli 2024       |